# Salvaterra de Miño
Salvaterra de Miño ist eine galicische Gemeinde in der Provinz Pontevedra im Nordwesten Spaniens mit 10.471 Einwohnern (Stand: 2024).

## Geografie

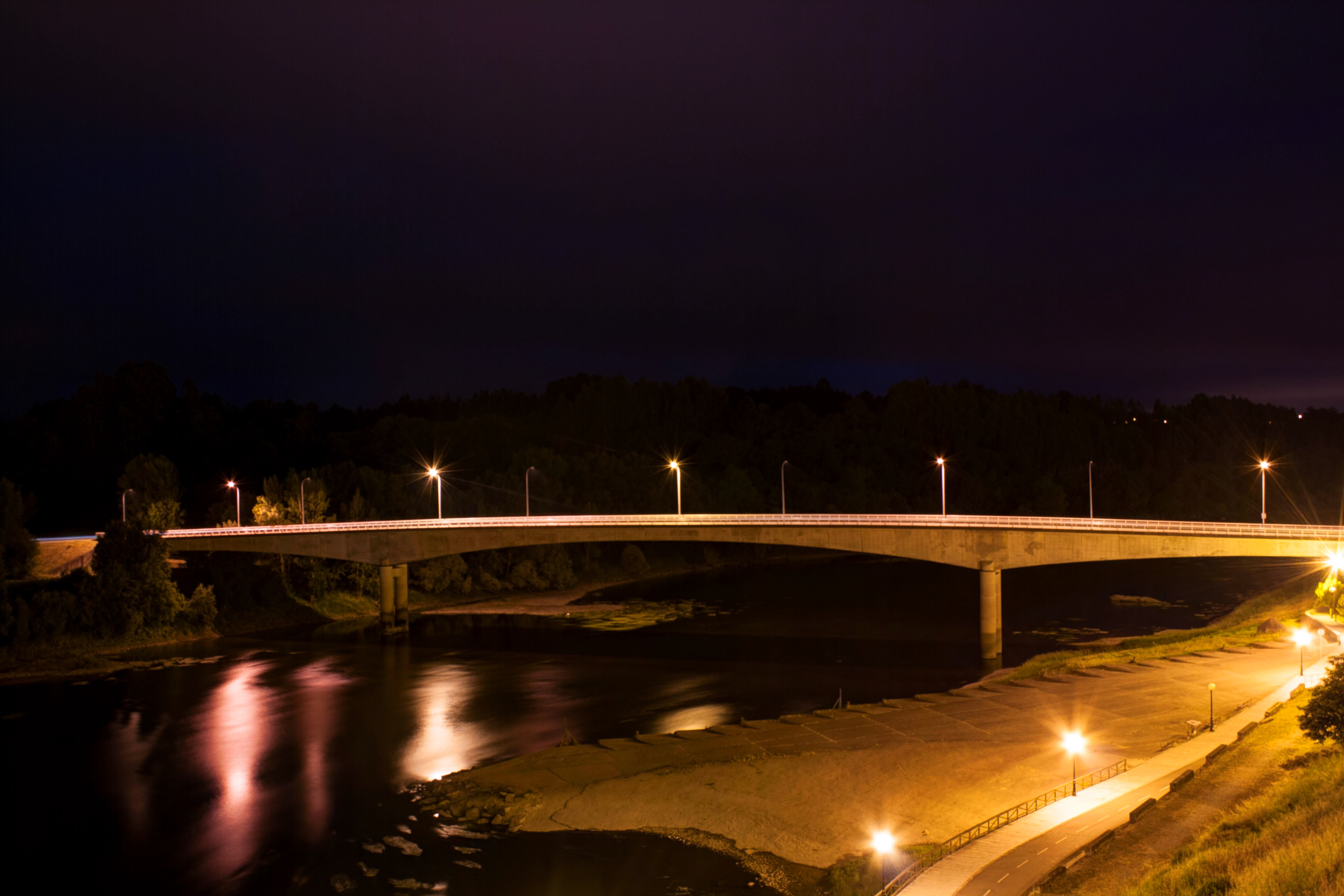
Internationale Brücke über den Minho

Die Gemeinde befindet sich an der südlichen Grenze der Provinz Pontevedra, am Zusammenfluss der Täler der Flüsse Tea und Minho und an den natürlichen Grenzen der Serra da Cañiza. Sie grenzt im Osten an die Gemeinden As Neves, im Norden an Mondariz und Ponteareas und im Süden an den Fluss Minho, welcher sie von Portugal trennt.

## Geschichte
Zur Zeit des portugiesischen Restaurationskrieges war Salvatierra zwischen 1643 und 1659 unter portugiesischer Herrschaft.

## Bevölkerungsentwicklung der Gemeinde
Legende: Salvatierra___Salvatierra de Miño___Salvaterra de Miño

## Gemeindegliederung
Die Gemeinde Salvaterra de Miño ist in 17 Parroquias gegliedert:
| Parroquias | Patrozinium  | Einwohner 2024 | Fläche km² | Dichte Einw./km² | Höhe msnm | Ortskennzahl |
| ---------- | ------------ | -------------- | ---------- | ---------------- | --------- | ------------ |
| Alxén      | San Paio     | 665            | 5,48       | 121              | 62        | 36050010000  |
| Arantei    | San Pedro    | 427            | 4,52       | 94               | 72        | 36050020000  |
| Cabreira   | San Miguel   | 437            | 3,89       | 112              | 59        | 36050030000  |
| Corzáns    | San Miguel   | 249            | 1,93       | 129              | 78        | 36050040000  |
| Fiolledo   | San Paio     | 262            | 2,58       | 102              | 79        | 36050050000  |
| Fornelos   | San Xoán     | 731            | 4,91       | 149              | 48        | 36050060000  |
| Leirado    | San Salvador | 613            | 4,51       | 136              | 89        | 36050070000  |
| Lira       | San Simón    | 304            | 3,68       | 83               | 111       | 36050080000  |
| Lourido    | Santo André  | 138            | 1,54       | 90               | 38        | 36050090000  |
| Meder      | Santo Adrián | 433            | 3,93       | 110              | 165       | 36050100000  |
| Oleiros    | Santa María  | 416            | 4,01       | 104              | 39        | 36050110000  |
| Pesqueiras | Santa Mariña | 493            | 3,73       | 132              | 30        | 36050120000  |
| Porto      | San Paulo    | 225            | 2,78       | 81               | 49        | 36050130000  |
| Salvaterra | San Lourenzo | 4.458          | 7,17       | 622              | 36        | 36050140000  |
| Soutolobre | Santa Comba  | 135            | 2,34       | 58               | 99        | 36050150000  |
| Uma        | Santo André  | 152            | 3,72       | 41               | 283       | 36050160000  |
| Vilacova   | San Xoán     | 136            | 2,35       | 58               | 127       | 36050170000  |

## Wirtschaft
| Ackerbau, Viehzucht und Fischerei                                                  | 090   | 02,19  |
| Industrie                                                                          | 1.050 | 025,57 |
| Bauwirtschaft                                                                      | 0422  | 010,28 |
| Dienstleistungsbetriebe                                                            | 2.545 | 061,97 |
| Total                                                                              | 4.107 | 100,00 |
| * Daten aus dem Statistischen Amt für Wirtschaftliche Entwicklung in Galicien, IGE |       |        |